# Mortificación narcisista
La mortificación narcisista es "el terror primitivo a la disolución del yo, desencadenado por la exposición repentina de la propia sensación de un yo defectuoso... es la muerte por vergüenza". Este concepto se ha empleado ampliamente en la psicología del yo y también ha contribuido a las raíces de la psicología del sí mismo.
Cuando la mortificación narcisista se experimenta por primera vez, puede definirse como una pérdida repentina de control sobre la realidad externa, interna o ambas. Esto produce fuertes emociones de terror mientras, al mismo tiempo, se construye la libido narcisista (también conocida como ego-libido) o destrudo. La libido narcisista o ego-libido es la concentración de la libido en el yo. El destrudo es lo opuesto a la libido y es el impulso de destruirse a uno mismo y todo lo asociado a uno mismo.

## Primeros avances: Bergler, Anna Freud y Eidelberg
Edmund Bergler desarrolló el concepto de mortificación narcisista en relación con las primeras fantasías de omnipotencia del niño en desarrollo y con la furia provocada por las confrontaciones con la realidad que socavan sus ilusiones. Para Bergler, "la mortificación narcisista sufrida en este periodo tan temprano sigue actuando como estímulo durante toda su vida".
Anna Freud utilizó el término en relación con su exploración del mecanismo de defensa de la rendición altruista, por el cual un individuo solo vive a través de la vida de los demás, viendo en la raíz de tal abrogación de la propia vida una experiencia temprana de mortificación narcisista ante una decepción con uno mismo.
El psicoanalista y escritor Ludwig Eidelberg amplió posteriormente el concepto en los años cincuenta y sesenta. Eidelberg definió la mortificación narcisista como aquella que se produce cuando "una pérdida repentina de control sobre la realidad externa o interna... produce la dolorosa experiencia emocional del terror". También afirmó que para muchos pacientes, simplemente tener que aceptar que padecen síntomas neuróticos era en sí mismo una fuente de mortificación narcisista.

## Kohut y la psicología del yo
Para Kohut, la herida narcisista, la causa raíz de lo que denominó trastorno narcisista de la personalidad, equivalía en grandes rasgos a la humillación de la mortificación. Kohut consideraba que "si la grandiosidad del yo narcisista no ha sido suficientemente modificada... entonces el yo adulto tenderá a vacilar entre una sobrevaloración irracional del yo y sentimientos de inferioridad y reaccionará con mortificación narcisista ante la frustración de sus ambiciones".
Siguiendo las teorías de Kohut, el individuo narcisista oscila entre una exageración ilógica de sus propias capacidades y sentimientos irracionales de insuficiencia. Además, depende de otras personas para controlar su autoestima y proporcionarle una sensación de valor. Por lo tanto, Kohut sugiere ayudar al paciente a recuperar estas capacidades perdidas a lo largo de la terapia. Además, también sugiere que, para que el paciente se sienta comprendido, el terapeuta debe habitar temporalmente el papel del paciente y percibir compasivamente el mundo desde ese punto de vista.

## Teoría de las relaciones objetales
A diferencia de los psicólogos del yo, los teóricos de las relaciones objetales han utilizado tradicionalmente un vocabulario postkleiniano bastante diferente, para describir la herida temprana de la mortificación narcisista. Recientemente, sin embargo, estos teóricos han encontrado analogías entre el énfasis de Freud en la sensibilidad del yo a la humillación y mortificación narcisistas y los puntos de vista de Bion sobre el "pavor sin nombre" o de Winnicott sobre las agonías originales de la ruptura de la conciencia infantil. Al mismo tiempo, los psicólogos del yo se han mostrado cada vez más dispuestos a considerar que la mortificación narcisista se produce en el contexto de las relaciones tempranas con los objetos.

## Sensaciones físicas y percepciones psicológicas
La experiencia de mortificación de un individuo puede ir acompañada de sensaciones tanto físicas como psicológicas. El individuo que sufre mortificación puede experimentar sensaciones físicas como ardor, hormigueo doloroso por todo el cuerpo, dolor en el pecho que se expande lentamente y se extiende por todo el torso, mareos, náuseas, vómitos, sudoración, palidez, frío y entumecimiento. Las sensaciones psicológicas descritas son sentirse conmocionado, expuesto y humillado. Las descripciones de esta experiencia pueden ser, por ejemplo: "Siento que no sobreviviré" y "Tengo la absoluta convicción de que él o ella me odia y de que es culpa mía". Estas sensaciones siempre van seguidas de conmoción, aunque pueden haber ocurrido en varias ocasiones, también provocan la necesidad de que el individuo que las sufre haga algo, tanto interna como externamente, para conseguir una imagen positiva de sí mismo a los ojos de su objeto narcisista. La mortificación narcisista es extrema en su intensidad, globalidad y falta de perspectiva, provocando que la ansiedad asociada a ella se convierta en traumática.

## Normal o patológico
Desde el punto de vista de Eidelberg, un individuo normal suele ser capaz de evitar sentirse abrumado por las necesidades internas porque reconoce estos impulsos a tiempo para provocar su descarga parcial. Sin embargo, Eidelberg no considera los arrebatos ocasionales de mal genio como un signo de trastorno. Un individuo que experimenta una mortificación narcisista patológica es propenso a fijarse en objetos infantiles, lo que da lugar a una forma infantil de descarga. La descarga parcial de esta energía, que tiene lugar a nivel inconsciente, no le satisface; esto, a su vez, interfiere en su bienestar. Según Eidelberg, la negación de una mortificación narcisista infantil puede ser responsable de muchos mecanismos defensivos.

## Interno o externo
La mortificación narcisista puede ser:
- Interna: se produce cuando un individuo está sobreestimulado por sus emociones. Por ejemplo, mientras debate con sus compañeros de clase sobre la importancia de la investigación con células madre, un estudiante extrovertido pierde los estribos y provoca un alboroto. El alumno acaba de mostrar una sobreestimulación de sus emociones y ha utilizado este arrebato para aliviar la tensión interna.
- Externa: se produce cuando algo que está fuera de nuestro control influye en una situación; por ejemplo, una persona a la que apuntan con una pistola y le roban la cartera. Esta persona no tiene ningún control sobre la situación ni sobre las acciones del asaltante, pero su reacción al ser amenazado con un arma influye en la siguiente situación y en lo que el asaltante haga a continuación.[2]

## Liderazgo de sectas
Para escapar de la mortificación narcisista que implica aceptar sus propias necesidades de dependencia, los líderes de las sectas pueden recurrir a delirios de omnipotencia. Su continua vergüenza y culpa subyacente, junto con su repudio de la dependencia, obliga a estos líderes a utilizar la seducción y las defensas maníacas para exteriorizar y proyectar las necesidades de dependencia en los demás, haciendo así que sus seguidores sean controlables a través de un sentimiento desplazado de vergüenza.

## Muerte, ansiedad y suicidio
Dado que en la cultura occidental la muerte a veces se considera como la pérdida definitiva de control, el miedo a ella puede producir ansiedad ante la muerte en forma de un sentimiento de vergüenza extrema o mortificación narcisista. La vergüenza en este contexto se se debe a la pérdida de estoicismo, productividad y control, aspectos que son altamente valorados por la sociedad y que se pierden con la edad. Según Darcy Harris, "la muerte es la última herida narcisista, que no solo provoca la aniquilación del yo, sino la aniquilación de toda su existencia, lo que resulta en una forma de vergüenza existencial para los seres humanos, que poseen la capacidad de reflexionar sobre este dilema con sus capacidades cognitivas de funcionamiento superior".
Los individuos que padecen esta ansiedad se avergüenzan de la mortalidad y de la fragilidad que la acompaña y pueden intentar superar esta realidad mediante diversiones y logros, desviando los sentimientos de inferioridad y vergüenza con estrategias como la grandiosidad, de forma similar a como lo hacen las personas con rasgos de personalidad narcisista.
La mortificación narcisista también puede producirse por la muerte de alguien cercano. Dicha pérdida de un objeto esencial puede incluso conducir, a través de la mortificación narcisista, al suicidio.
Entre los muchos motivos detrás de las actividades suicidas en general están la vergüenza, la pérdida del honor y la mortificación narcisista. Aquellos que sufren mortificación narcisista son más propensos a participar en conductas suicidas y los que no reciben la ayuda adecuada suelen tener éxito. El suicidio relacionado con la mortificación narcisista es diferente del dolor normal ya que está asociado con un profundo desprecio y odio hacia uno mismo..

## Tratamiento
Según una ponencia de Mary Libbey, "On Narcissistic Mortification", presentada en el Simposio sobre la Vergüenza de 2006, el objetivo a largo plazo del tratamiento psicoanalítico para quienes sufren mortificación narcisista es transformar la mortificación en vergüenza. Afirma que transformarla en vergüenza permite a la persona que la sufre tolerarla y utilizarla como señal. El proceso de transformar la mortificación en vergüenza implica trabajar tanto los traumas mortificantes tempranos como las defensas, a menudo inestables, relacionadas con ellos. Si un individuo que sufre no pasa por esta transformación, se queda con dos defensas narcisistas inestables. Libbey dice que estas defensas son la autodenigración, que son estados desinflados diseñados para apaciguar y aferrarse a los autoobjetos y el engreimiento narcisista, que está diseñado para proyectar las experiencias defectuosas del yo en los autoobjetos. Ambos estilos defensivos exigen seguir dependiendo del objeto propio. Transformar la mortificación en vergüenza posibilita la autovaloración y la autotolerancia, lo que en última instancia conduce a la separación psíquica y a la autosuficiencia sin necesidad de mantener la propia mortificación, según el artículo de Libbey.

## En elsigloXXI
Los freudianos posmodernos relacionan la mortificación narcisista con la teoría de Winnicott sobre los estados mentales primitivos que carecen de capacidad de simbolización y su necesidad de reintegración. Sin embargo, volver en la transferencia a la mortificación intolerable que subyace a tales defensas narcisistas también puede producir un cambio analítico positivo, mediante la reexperiencia (aunque mortificante) de la abrumadora pérdida de objeto dentro de un entorno de contención intersubjetivo.
Los analistas estadounidenses del siglo XXI están especialmente preocupados por la posible producción de mortificación narcisista como subproducto de la interpretación analítica, sobre todo en relación con el trastorno masoquista de la personalidad.

## Usos literarios
Se ha considerado que la mortificación narcisista ante las heridas a la autoestima se ha visto como algo que impregna las motivaciones del capitán Ahab en su enfrentamiento con Moby-Dick.
La mortificación ante uno mismo aparece en Frankenstein, de Mary Shelley, cuando la Criatura mira su reflejo en un estanque de agua. Es entonces cuando se convence de que, en realidad, es la Criatura y se llena de desánimo y mortificación.